# Stéphanie Clément
Stéphanie Clément ist eine französische Illustratorin und Regisseurin.

## Leben
Stéphanie Clément machte ihren Abschluss 2012 an der MoPA (Internationale Schule für Animation, ehemals: Supinfocom Arles). Ihr Abschlussfilm Dans l'ombre, der auf dem Märchen Blaubart beruht, wurde auf dem Annecy Festival in Annecy-le-Vieux gezeigt. Es folgte La petite vampire aux crocs de verre, ein transmediales Projekt, das jedoch nicht vollendet wurde.
2021 drehte sie den Animationsfilm Dickhäuter, eine Kooperation zwischen TNPZV Productions, Folimage und dem deutsch-französischen Fernsehsender Arte. Der Film hatte seine Premiere am 24. April 2022 bei Festival National du Film d'animation de Rennes. In Deutschland und Frankreich wurde er am 12. Juni 2022 auf dem Fernsehsender Arte ausgestrahlt. Er gewann den Light in Motion Award for Best Short Animation beim Foyle Film Festival 2022. Bei der Oscarverleihung 2024 wurde er in der Kategorie Bester animierter Kurzfilm nominiert.

## Filmografie
- 2012: Dans l'ombre
- 2022: Dickhäuter (Pachyderme)